# Участие Чада в операции ООН в Мали
Участие Чада в операции ООН в Мали — одна из операций вооружённых сил Республики Чад за пределами страны.

## История
После военного переворота в Мали весной 2012 года, 11 января 2013 года Франция начала на территории страны военную операцию «Сервал».
Правительство Чада принимало участие в этой операции с января 2013 года. Сначала в распоряжение французских войск были предоставлены военно-воздушные базы, затем в Мали был отправлен контингент из 2 тыс. военнослужащих армии Чада, обученных ведению боевых действий в пустыне. 8 февраля 2013 года подразделения войск Франции и Чада заняли город Тессалит.
23 февраля 2013 во время сражения с исламистами на плоскогорье Адрар-Ифорас были уничтожены до 65 боевиков, но и войска международной коалиции понесли крупнейшие единовременные потери с начала операции - в частности, были убиты 13 солдат армии Чада.
12 апреля 2013 года в центре города Кидаль смертник взорвал себя возле группы солдат Чада (погибли три и были ранены ещё четыре военнослужащих Чада).
14 апреля 2013 года президент Идрис Деби объявил о выводе войск Чада из Мали. Он сообщил, что по своей численности военный контингент Чада из 2 тыс. военнослужащих был крупнейшим иностранным военным контингентом после войск Франции, но главные цели операции "Сервал" уже достигнуты - поэтому первый батальон армии Чада уже начал эвакуацию из Мали.
15 апреля 2013 года парламент Чада проголосовал за завершение операции и постепенный вывод войск из страны.
25 апреля 2013 года Совет Безопасности ООН принял резолюцию № 2100 о проведении комплексной операции по стабилизации обстановки в Мали (MINUSMA).
Правительство Чада согласилось продолжить участие в операции и войска остались в Мали. Местом дислокации военного контингента Республики Чад стала провинция Кидаль на севере страны, возле границы с Алжиром. Основные силы были размещены в районе города Тессалит.
После того, как в августе 2013 года правительство Нигерии вывело из Мали свой миротворческий контингент (1200 военнослужащих), общая численность войск ООН сократилась (до 5800 человек к 2014 году) и обстановка в стране осложнилась. Руководство ООН обратилось с просьбой к мировому сообществу выделить в Мали дополнительные силы.
В октябре 2017 года автоколонна снабжения сил ООН была атакована в районе селения Aguelhok в провинции Кидаль. Погибли два и были ранены три военнослужащих из контингента Республики Чад.
В январе 2019 года была атакована база ООН в селении Aguelhok. Это была одна из крупнейших атак на силы ООН с начала операции в Мали, при отражении этого нападения погибли 10 военнослужащих военного контингента Чада, ещё 25 военнослужащих войск ООН были ранены.
В декабре 2021 года численность военного контингента Чада в Мали составляла 1,4 тыс. человек и 21 декабря 2021 было объявлено о возможности его увеличения.
30 июня 2023 года Совет Безопасности ООН единогласно принял резолюцию о завершении миссии ООН в Мали.
5 сентября 2023 года на территории французской военной базы в городе Фая-Ларжо в северной части Чада врач французского военного контингента застрелил солдата армии Чада - и отношения между Францией и Чадом ухудшились. Местные жители провели демонстрацию протеста возле ворот французской военной базы, затем парламент Чада потребовал вывести французские войска из страны. 29 ноября 2024 года правительство Чада разорвало соглашение о военном сотрудничестве между Чадом и Францией.

## Потери
По официальным данным правительства Республики Чад, в операции "Сервал" в период с января до 23 апреля 2013 года участвовали один пехотный полк и два отдельных батальона армии Чада (2250 военнослужащих и 240 единиц военной техники); потери войск за этот период составили 36 военнослужащих убитыми и 74 ранеными, военные расходы - 57 миллиардов африканских франков. Военные расходы страны за этот период были частично компенсированы (так как 17 января 2013 года Евросоюз выделил финансовую помощь в размере 50 млн. евро для всех африканских стран, отправивших свои войска в Мали).
В дальнейшем, подразделения армии Чада стали одним из крупнейших компонентов войск ООН на территории Мали.
По официальным данным ООН, за период с начала операции 25 апреля 2013 года до 30 июня 2023 года в ходе операции MINUSMA в Мали погибли 311 миротворцев ООН (в том числе 80 граждан Республики Чад). Также имелись потери ранеными и травмированными.
Общие потери Республики Чад в ходе боевых действий на территории Мали в период с января 2013 года составляют не менее 116 человек погибшими.